# Rebel·lió de Chen Sheng i Wu Guang
La rebel·lió de Chen Sheng i Wu Guang (xinès tradicional: 陳勝吳廣之亂, xinès simplificat: 陈胜吴广之乱, pinyin: Chén Shèng Wú Guǎng zhī luàn, juliol del 209 aC - desembre del 209 aC) fou la primera revolta en contra del govern de Qin seguint la mort de Qin Shi Huang.
Chen Sheng i Wu Guang eren ambdós oficials militars de l'exèrcit que van rebre l'ordre de portar les seves bandes de soldats plebeus al nord per participar en la defensa de Yuyang (漁陽). Això no obstant, es van aturar a mitjan camí en la província d'Anhui per una forta tempesta i les inundacions conseqüents. Les dures lleis qin remarcaven que qualsevol que fera tard als encàrrecs del govern seria ajusticiat amb independència de la naturalesa de la demora. Chen i Wu s'adonaren que mai podrien arribar a temps i van decidir d'organitzar una banda que es rebel·laria contra el govern, pensant que anaven a morir lluitant per la seva llibertat i no per ser ajusticiats.
Es van convertir en el centre dels aixecaments armats a tota la Xina, i en pocs mesos la seva força congregà prop de deu mil homes: sent composta principalment per camperols descontents. Però, en el camp de batalla, no foren rivals pels altament professionals soldats de Qin i la revolta ja n'estava ben guarnida en menys d'un any. Wu va ser víctima de les lluites internes entre els generals rebels, mentre que Chen va ser traït i assassinat per un dels seus guàrdies. Això no obstant, van establir l'exemple que seguirien més tard Liu Bang i Xiang Yu. L'esperit de la revolta es resumeix millor en la cita de Chen "王侯將相寧有種乎" (wáng hóu jiāng xiāng níng yǒu zhǒng hu), significant que tothom, independentment del seu origen, té l'oportunitat d'esdevenir algú amb gran poder, si s'esforça.